# 褐條窗翅葉蟬
褐條窗翅葉蟬（学名：Mileewa fusciovittata）为葉蟬科窗翅葉蟬屬下的一个种。